# ファブリッツィオ・ボッソ
ファブリッツィオ・ボッソ（Fabrizio Bosso、1973年11月5日 - ）は、イタリアのジャズ・トランペット奏者。1999年に初のリーダー・アルバムを発表し、2007年、ブルーノートに移籍してアルバム『ニュー・シネマ・パラダイス』を発表した。

## 来歴
トリノ出身。5歳でトランペットを始め、17歳で初レコーディングを経験。1999年、イタリアのレーベル「Red」から、初のリーダー・アルバム『Fast Flight』発表。イタリアのジャズ雑誌『Musica Jazz』の新人賞に選ばれる。
2002年、イタリアのジャズ・バンド、ハイ・ファイヴ・クインテットに加入。また、2003年以降は、イタリアン・ジャズ界の大御所サックス奏者ジャンニ・バッソとの双頭リーダー・アルバムを多数発表。2006年にはジャンニと共に、ジョン・コルトレーンのトリビュート・アルバム『Cool Trane』を発表。
そして、ブルーノートと契約し、ダイアン・リーヴス等をゲストに迎えた『You've Changed』（2007年）を発表。日本では、映画『ニュー・シネマ・パラダイス』のテーマ曲のカバーを収録している関係からか、『ニュー・シネマ・パラダイス（Nuovo Cinema Paradiso）』と改題して発売された。従来のハード・バップ色の強い作風とは異なり、ストリングスを従えたバラード中心の作風で、新境地を開く。

## ディスコグラフィ

### リーダー・アルバム
- Fast Flight (1999年、Red)
- 『ローマ・アフター・ミッドナイト』 - Rome After Midnight (2004年)
- 『ニュー・シネマ・パラダイス』 - You've Changed (2007年)
- 『ソル!』 - Sol (2008年)
- Stunt (2008年) ※with Antonello Salis

### ハイ・ファイヴ・クインテット
- Jazz For More... (2002年)
- Jazz Desire (2004年)
- 『ハンドフル・オブ・ソウル』 - Handful Of Soul (2007年) ※マリオ・ビオンディ & ザ・ハイ・ファイヴ・クインテット名義
- Five For Fun (2008年)
- Live For Fun (2009年)
- Split Kick (2010年)

### ルイージ・マルティナーレ
- Eyes And Stripes (2000年、DDQ)
- Urka (2003年、DDQ)

### ジャンニ・バッソ
- Two Generations (2005年) ※Gianni Basso Fabrizio Bosso Quintet Chapter One名義
- Sweet And Lovely (2005年) ※Gianni Basso Fabrizio Bosso Quintet Chapter Two名義
- Five Brothers - Remembering Chet & Jeru Chapter 1 (2005年) ※Fabrizio Bosso Meets Gianni Basso名義
- Line For Lyons - Remembering Chet & Jeru Chapter 2 (2005年) ※Fabrizio Bosso Meets Gianni Basso名義
- Cool Trane (2007年) ※Fabrizio Bosso, Gianni Basso Quintet名義

### その他の参加アルバム
- バランソ : 『ボッサ・アンド・バランソ』 - Bossa & Balanco (1997年、Schema)
- The Jazz Convention : Up Up With The Jazz Convention (1997年、Schema)
- Rosario Giuliani Quartetto : Tension (1998年、Schema)
- バランソ : 『モア』 - More (1999年、Schema)
- Schema Sextet : Look Out - Tribute To Basso Valdambrini (1999年、Schema)
- ニコラ・コンテ、ロザリア・デ・ソーザ : Garota Modema (2003年、Schema)
- ニコラ・コンテ : Nicola Conte / Other Directions (2004年、Blue Note)
- ニコラ・コンテ : 『リチュアルズ』 (2008年)
- マックス・イオナータ・クァルテット feat. ファブリッツィオ・ボッソ : 『インスピレーション』 - Inspiration (2009年、albore jazz)
- マックス・イオナータ・オルガン3＋ファブリッツィオ・ボッソ : 『コーヒー・タイム』 - Coffee Time (2010年、albore jazz)